# 清水寺 (加東市)

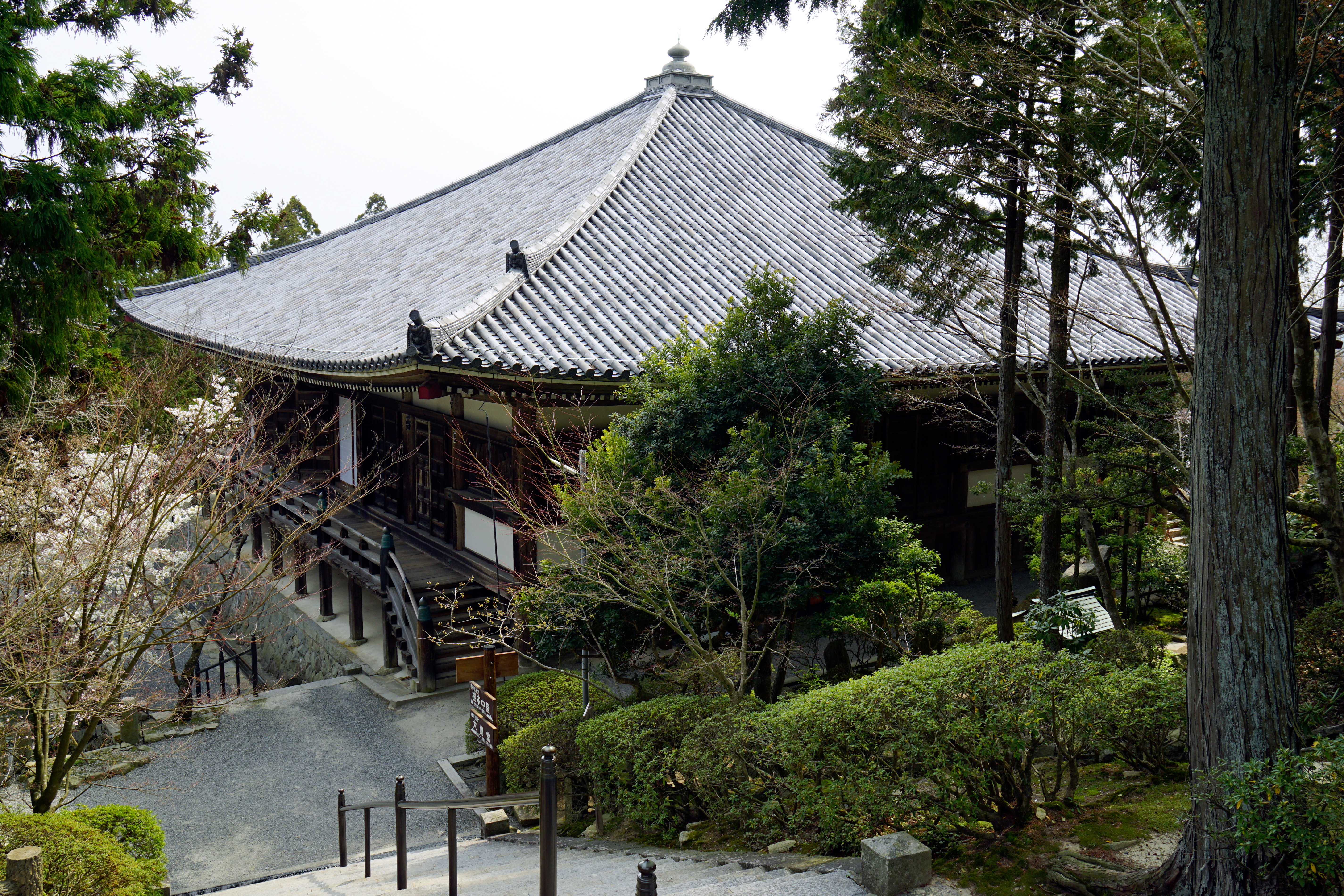
大講堂

清水寺（きよみずでら）は、兵庫県加東市にある天台宗の寺院。山号は御嶽山（みたけさん）。本尊は十一面観世音菩薩。西国三十三所第25番札所。同じ西国三十三所の第16番札所である京都市の音羽山清水寺と区別するため播州清水寺と呼ばれる。
札所本尊真言：おん ばざら たらま きりく そわか
ご詠歌：あはれみや普（あまね）き門（かど）の品々（しなじな）に なにをかなみのここに清水

## 歴史
寺伝では、1,800年前（古墳時代）に天竺（古代インド）僧の法道が当地に住み、鎮護国家豊作を祈願したという。もしくは、当寺を創建したともされる。しかし、日本へ仏教が伝来したのは6世紀のことであり、「1,800年前に法道が創建」との伝承は後世の付託である。法道は天竺から紫の雲に乗って日本へ渡来したとされる伝説上の人物である。法道開基を伝える寺院は兵庫県南部に集中していることから、「天竺から紫の雲に乗って」云々はともかくとして、その由来につながる仏教者がこの地に存在したことは想定される。
推古天皇35年（627年）に推古天皇の勅願によって根本中堂が建立されたという。さらに、もともとこの地は水に乏しく、仙人、水神に祈ったところ霊泉が湧水し、そのことに感謝して「清水寺」と名付けられたという。
神亀2年（725年）に聖武天皇の勅願により、行基によって大講堂が建立されたという。
1913年（大正2年）に根本中堂や大講堂などが焼失するが、1917年（大正6年）に再建されている。

## 境内
駐車場のすぐ上にある仁王門をくぐって左へほぼ平坦な石垣の道を約300m歩くと薬師堂があり、大講堂（標高505m辺り）がある。その右側の石段を上がって行くと途中の右側に地蔵堂、左側に鐘楼がある。石段を上りきると正面に根本中堂がある。その裏側をさらに上がると境内で一番高い標高540m辺りに多宝塔跡がある。
- 根本中堂（本堂、国登録有形文化財） - 1913年（大正2年）に焼失し、1917年（大正6年）7月に再建。本尊十一面観音立像と両脇仏の毘沙門天立像・吉祥天立像は30年に一度の開帳の秘仏で加東市指定有形文化財。
- 地蔵堂 - 1982年（昭和57年）再建。
- 薬師堂 - 1984年（昭和59年）再建。もとは平清盛の義母である池禅尼の創建という。
- 大講堂（札所堂、国登録有形文化財） - 1913年（大正2年）に焼失し、1917年（大正6年）7月に再建[2]。札所本尊千手観音坐像（大正時代作）は拝観可能。
- 本坊（国登録有形文化財） - 1917年（大正6年）再建。
  - 客殿（国登録有形文化財） - 1917年（大正6年）再建。
- 鐘楼（国登録有形文化財） - 1913年（大正2年）に焼失し、1920年（大正9年）に再建。開運の鐘と呼ばれる。
- 稲荷社 - 祭神：荼枳尼天尊
- 十三重石塔
- おかげの井戸 - 法道が水神に祈って湧水したといわれる寺名由来の霊泉「滾浄水（こんじょうすい）」。根本中堂の左裏にある。
- 多宝塔（大塔）跡 - 1907年（明治40年）に焼失、1923年（大正12年）に再建されるが、1965年（昭和40年）に台風で層輪が大きく傾く。さらに1973年（昭和48年）夏、落雷のため上層部が崩壊、その後撤去され、現在は基壇だけが残る[3]。
- 月見亭
- 阿弥陀堂跡
- 常行堂跡
- 仁王門 - 1965年（昭和40年）に全壊し、1980年（昭和55年）に再建。金剛力士像は1921年（大正10年）に菅原大三郎が作成したもの。
- 赤松氏範の墓
- 赤松氏範の切腹石

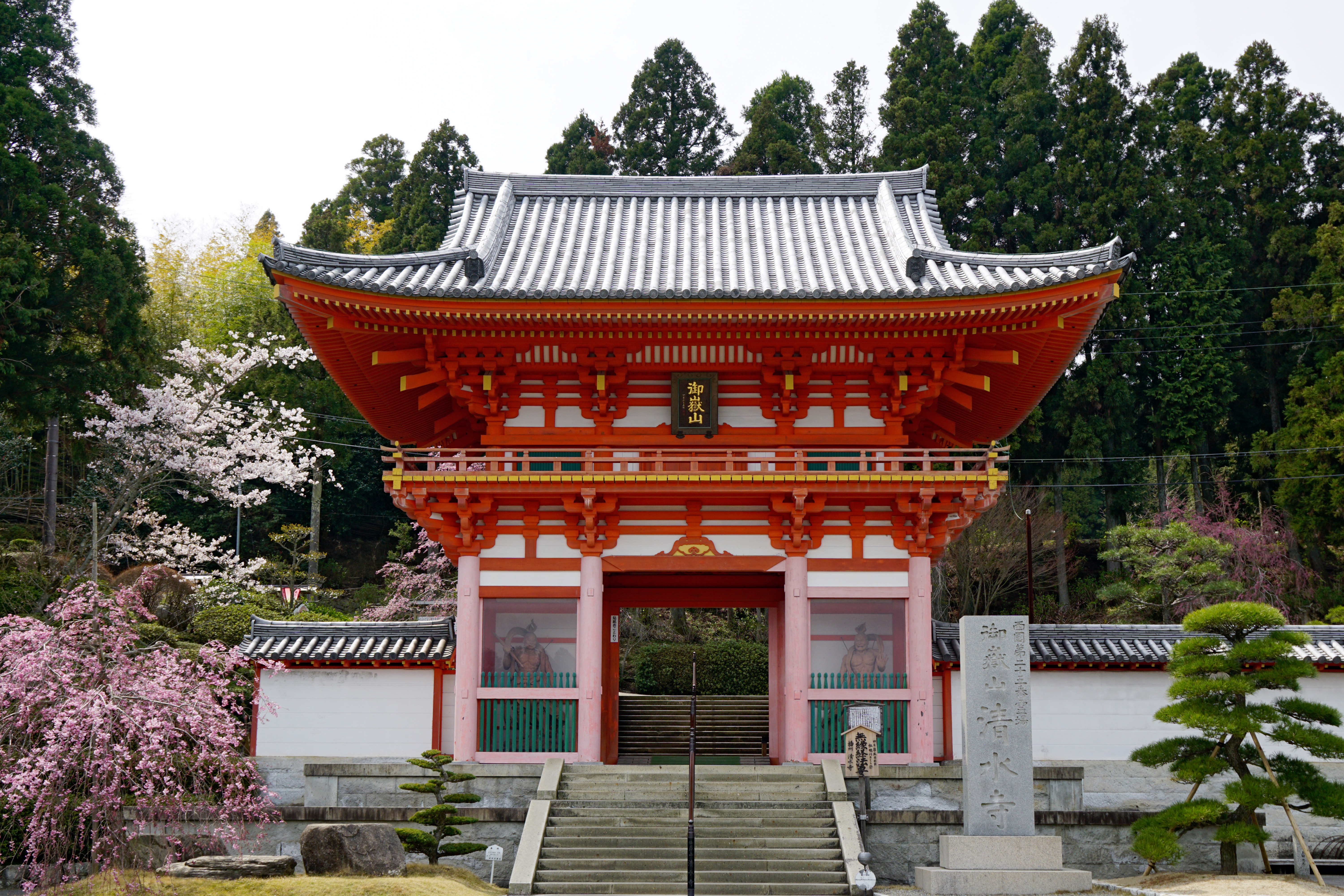
仁王門
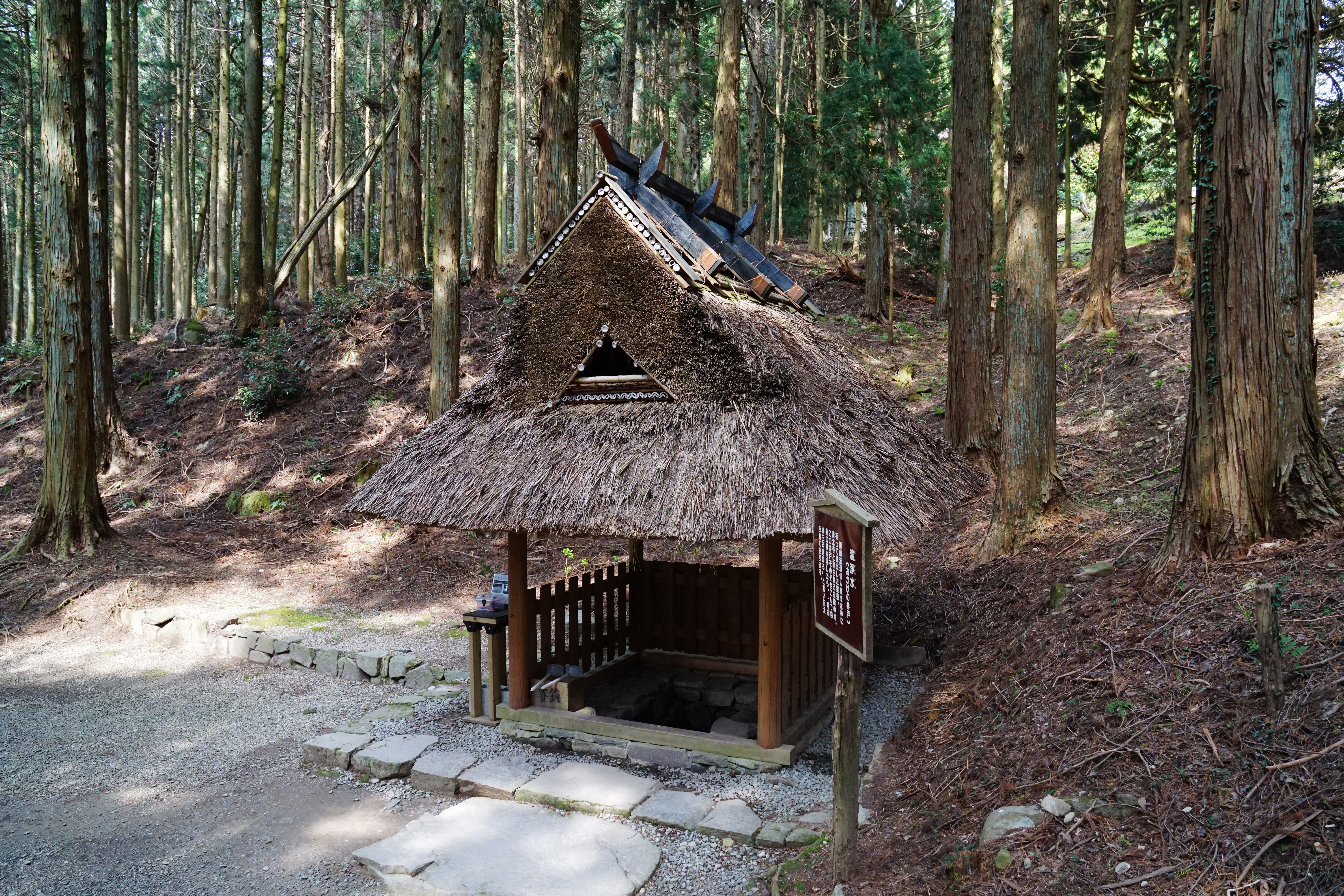
おかげの井戸
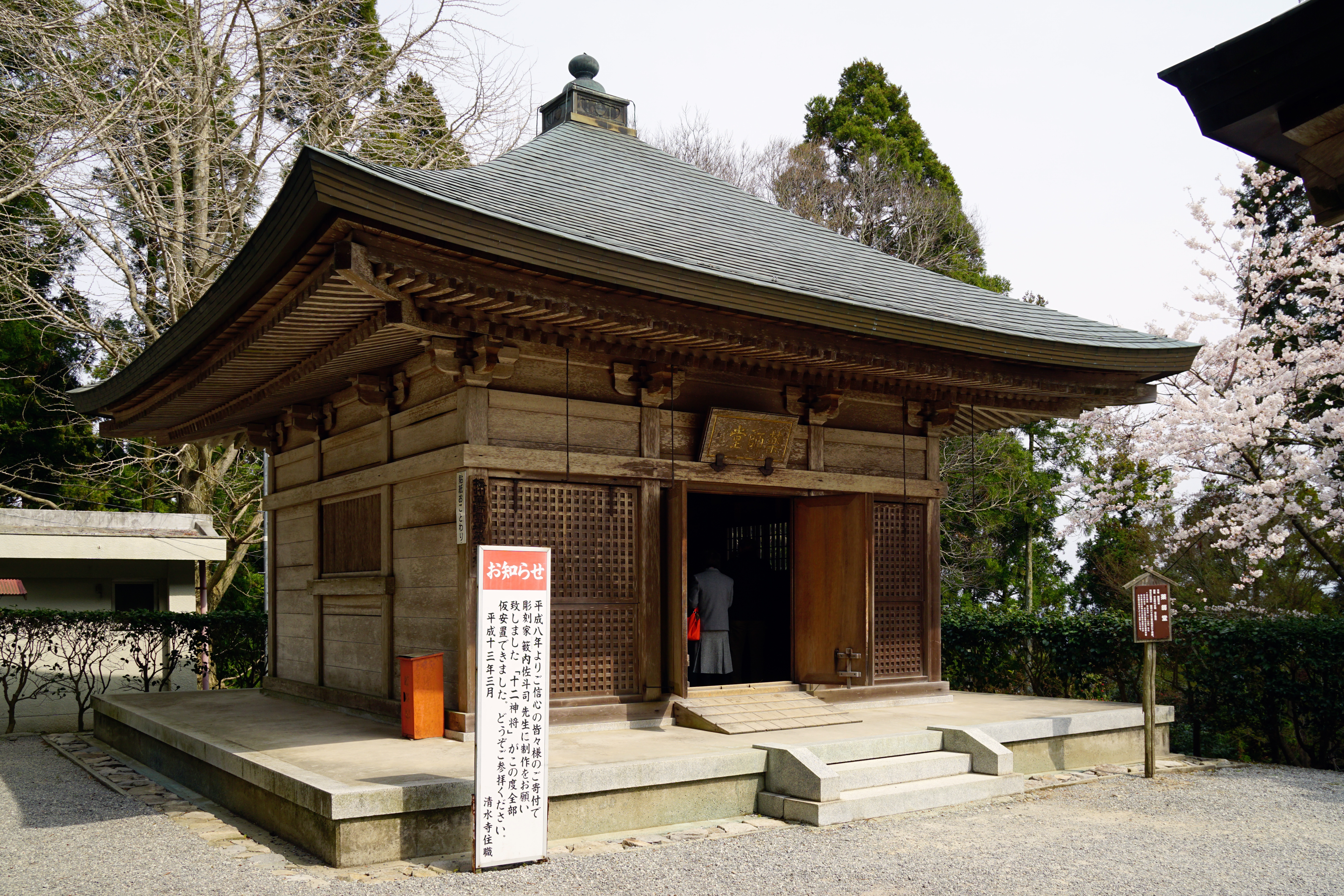
薬師堂
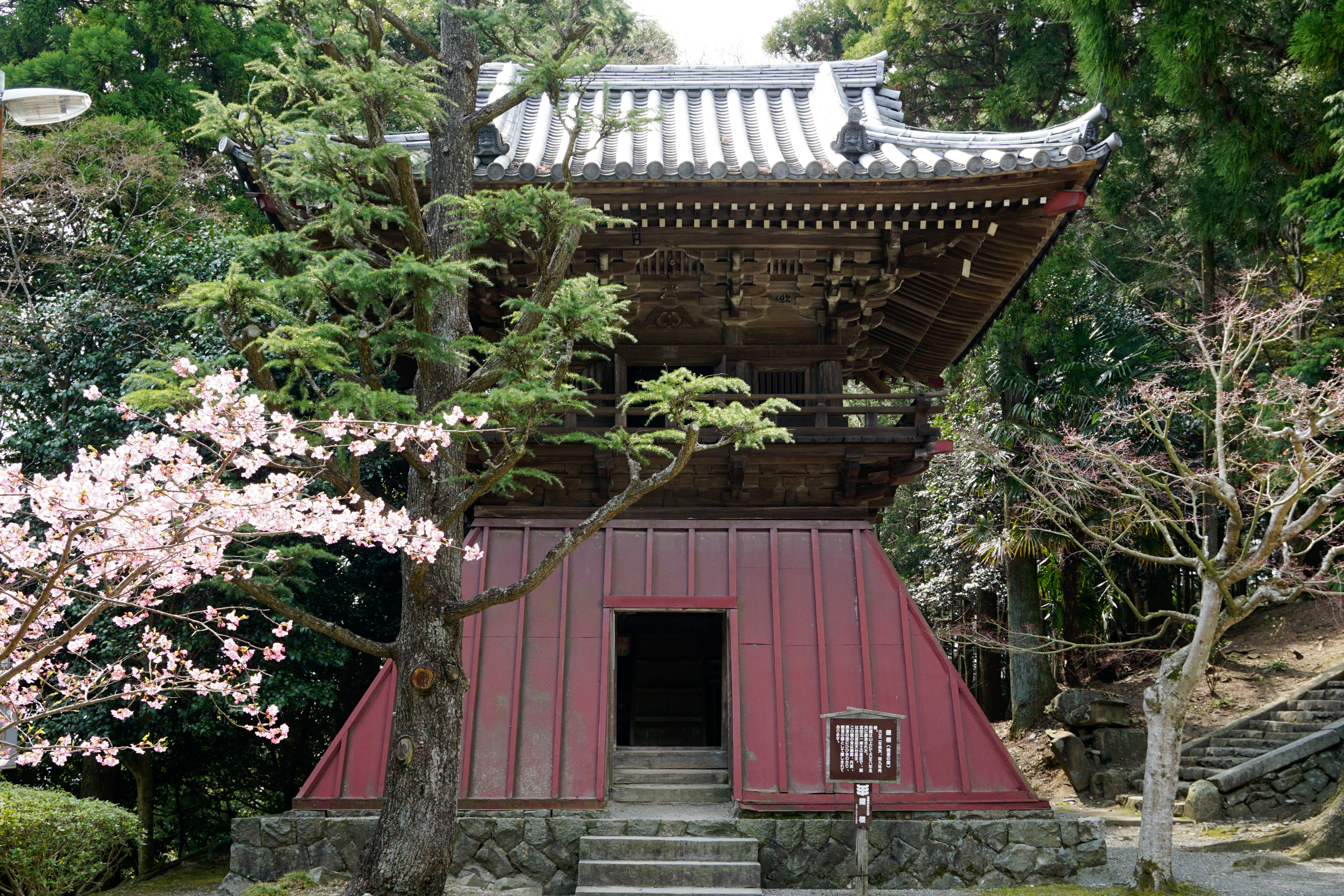
鐘楼
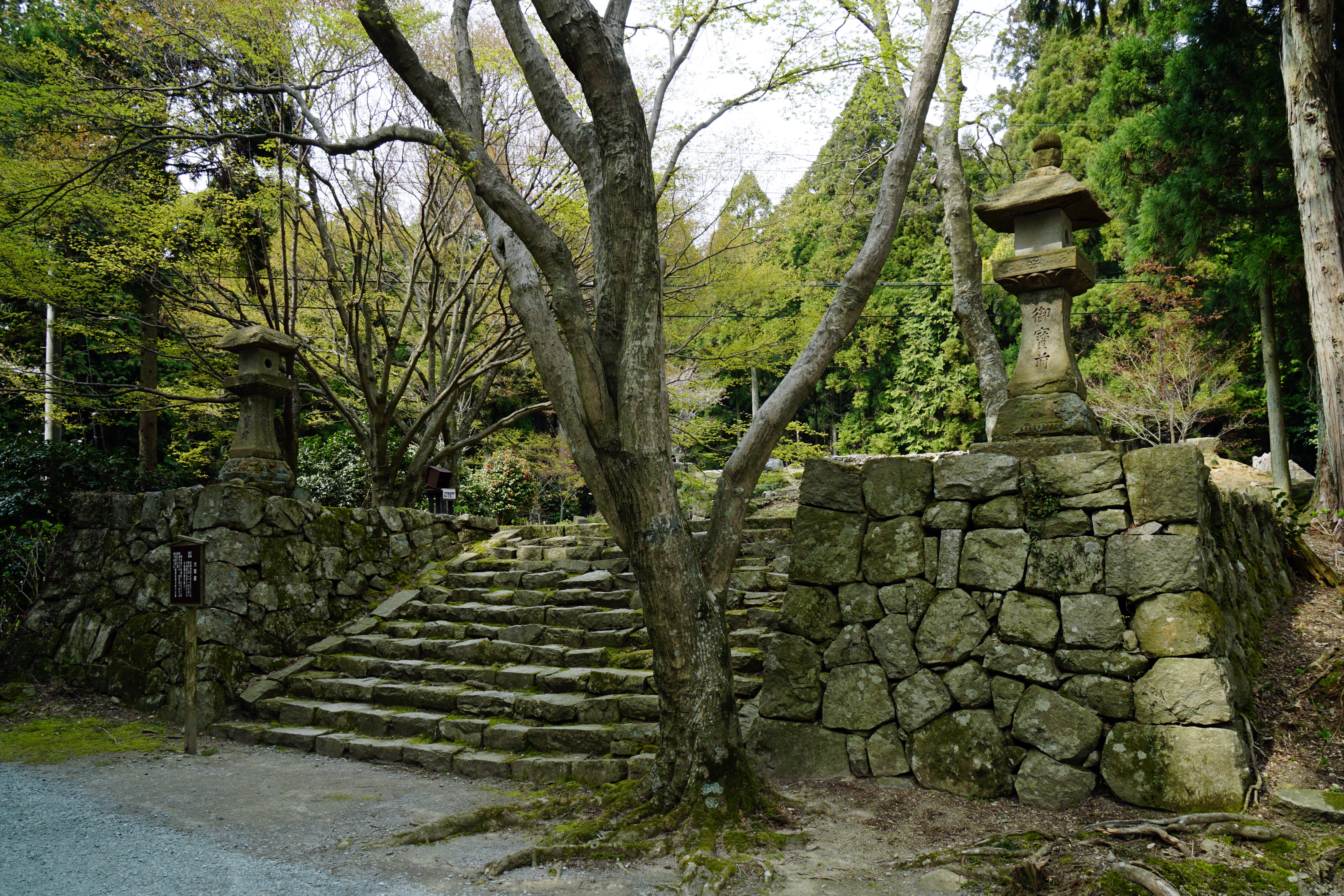
多宝塔（大塔）跡
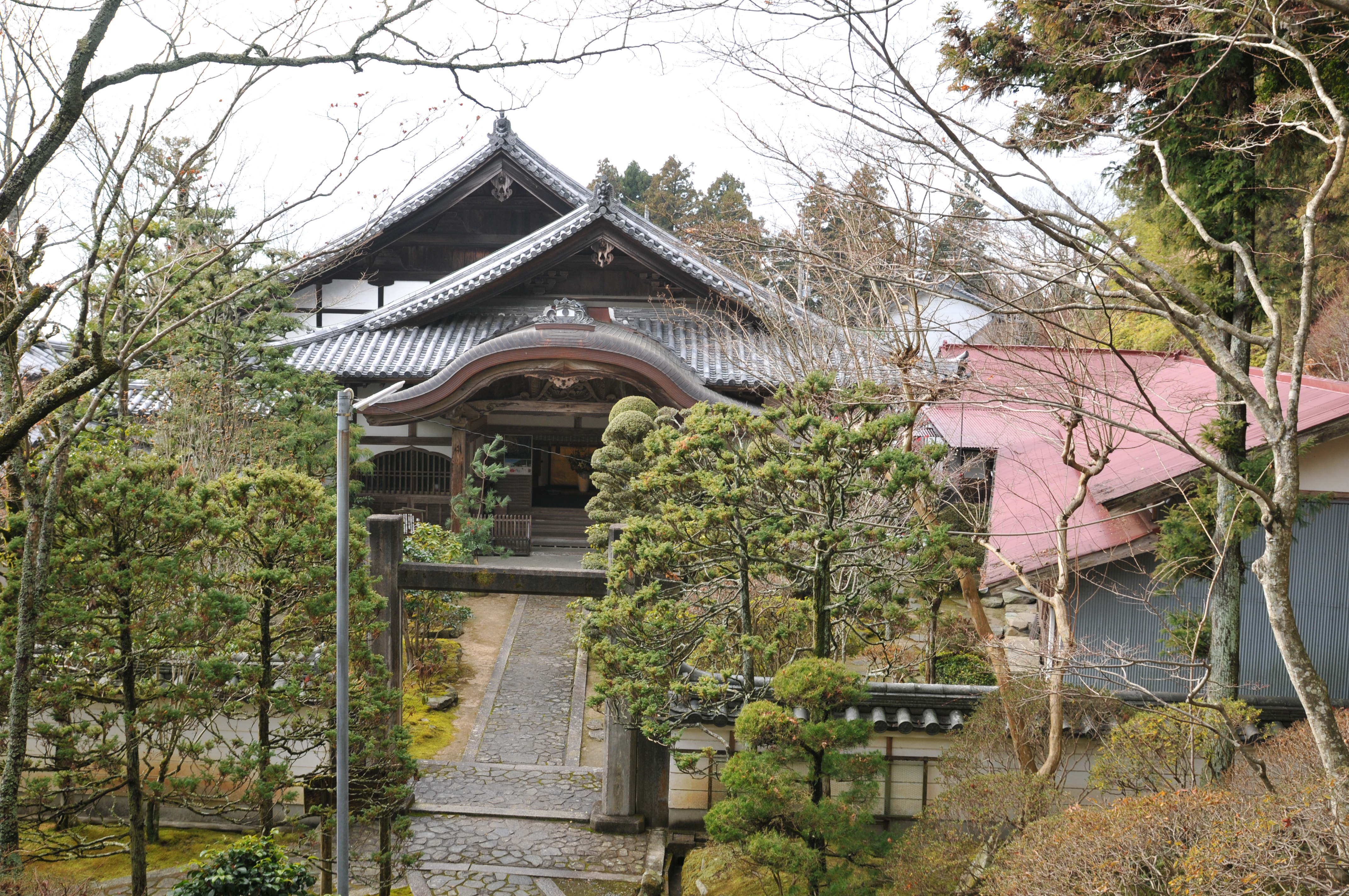
本坊

## 文化財

### 重要文化財
- 大刀 三口 附：拵金具十箇[4] - 1981年（昭和56年）6月9日指定
- 大字法華経 巻第五[5] - 1995年（平成7年）6月15日指定

### 国登録有形文化財
- 根本中堂[6] - 1999年（平成11年）6月7日指定、以下4件も
- 大講堂[7]
- 鐘楼[8]
- 本坊[9]
- 客殿[10]

### 兵庫県指定有形文化財
- 銅造菩薩立像 - 像高18cm、1989年（平成元年）3月31日指定
- 播磨清水寺文書 - 41巻608通、1976年（昭和51年）3月23日指定[11]

### 加東市指定有形文化財
- 木造十一面観音菩薩立像 - 檜の一木造、像高139.3cm、平安時代中頃作、1987年（昭和62年）3月31日指定[12]
- 木造毘沙門天立像 - カヤの一木造、像高69.2cm、平安時代中頃作、1987年（昭和62年）3月31日指定
- 木造吉祥天立像 - 檜の寄木造、像高62.2cm、室町時代末期、1987年（昭和62年）3月31日指定
- 天部立像 - 像高146.5cm、2016年（平成28年）3月30日指定
- 紺紙金字妙法蓮華経・経箱 - 2008年（平成20年）3月31日指定
- 清水寺瑞柳院旧記 - 全48丁の小冊子、1995年（平成7年）4月25日指定
- 制札及び制札箱 - 2004年（平成16年）12月22日指定
- 銅椀 - 2008年（平成20年）3月31日指定

### 加東市指定天然記念物
- クリンソウ - 1983年（昭和58年）10月28日指定

## 年中行事
- 修正会 1月元旦
- 無縁経法要 4月第3日曜日
- 花まつり（仏生会） 5月8日（月おくれ）及び5月5日 - 8日の間の最後の休日
- 精霊会 8月13日 - 15日
- 地蔵盆 8月24日
- 二十六夜待法要 8月26日
- 朝粥会（読経と座禅） 4月 - 12月の毎第3日曜日、午前6時より
- 月例護摩供 毎月第3日曜日、午前8時30分より

## 前後の札所
西国三十三所
番外 花山院菩提寺　-　25 清水寺　-　26 一乗寺
播磨西国三十三箇所
20 西林寺　-　21 清水寺　-　22 掎鹿寺
播州薬師霊場
9 鶴林寺　-　10 清水寺　-　11 羅漢寺
神仏霊場巡拝の道
77 一乗寺　-　78 清水寺　-　79 清荒神清澄寺

## 所在地
- 兵庫県加東市平木1194

## アクセス
旧摂津国・播磨国・丹波国の3つの国境に位置する御嶽山（標高552m）の山頂付近にあり、かつては2kmの参道を登るしかなかったが、1975年（昭和50年）に登山道路が開通した。
- JR福知山線（JR宝塚線） 相野駅から神姫バス清水寺行きで終点「清水寺」下車。

旧今田町の中心部を経由する便と経由しない便とがあり、所要時間で10分前後の違いがある。タクシー利用の場合は相野駅の案内では所要時間17分となっている。
1日2往復のみであるため発車時刻に注意を要する。2便とも清水寺で1時間前後停車ののち相野駅に向けて折り返すため、この時間を利用して参拝するのが一般的である。
終点の「清水寺」で下車する際は入山料の500円をバスの運転士が別途徴収する。バスの運賃はICカードでの支払いが可能であるが、入山料の支払いは現金のみである。

## 周辺
- こんだ薬師温泉
- 兵庫陶芸美術館
- 立杭陶の郷